# Chicago P.D. (1.ª temporada)
A primeira temporada da série de televisão dramática estadounidense Chicago P.D. foi encomendada em 10 de maio de 2013 pela NBC, estreou em 8 de janeiro de 2014 e foi finalizada em 21 de maio de 2014, contando com 15 episódios. A temporada foi produzida pela Universal Television em associação com a Wolf Entertainment, com Dick Wolf, Matt Olmstead, Derek Haas, Peter Jankowski, Danielle Gelber e Joe Chappelle como produtores executivos. A temporada foi ao ar na temporada de transmissão de 2013-14 às noites de quarta-feira às 22h00, horário do leste dos EUA.
A primeira temporada estrela Jason Beghe como Sargento Henry "Hank" Voight, Jon Seda como Detetive Antonio Dawson, Sophia Bush como Detetive Erin Lindsay, Jesse Lee Soffer como Detetive Jay Halstead, Patrick John Flueger como Oficial Adam Ruzek, Marina Squerciati como Oficial Kim Burgess, LaRoyce Hawkins como Oficial Kevin Atwater, Archie Kao como Oficial Sheldon Jin e Elias Koteas como Detetive Alvin Olinsky.
A temporada terminou com uma audiência média de de 8.04 milhões de telespectadores e ficou classificada em 50.º lugar na audiência total e classificada em 55.º no grupo demográfico de 18 a 49 anos.

## Elenco e personagens

### Principal
- Jason Beghe como Sargento Henry "Hank" Voight
- Jon Seda como Detetive Antonio Dawson
- Sophia Bush como Detetive Erin Lindsay
- Jesse Lee Soffer como Detetive Jay Halstead
- Patrick John Flueger como Oficial Adam Ruzek
- Marina Squerciati como Oficial Kim Burgess
- LaRoyce Hawkins como Oficial Kevin Atwater
- Archie Kao como Oficial Sheldon Jin
- Elias Koteas como Detetive Alvin Olinsky

| - Amy Morton como Sargento Trudy Platt - Robert Wisdom como Comandante Ron Perry - Kurt Naebig como Tenente Bruce Belden - America Olivo como Laura Dawson - Josh Segarra como Justin Voight - Robin Weigert como Erica Gradishar - Emily Peterson como Wendy - Stella Maeve como Nadia Decotis - Alina Jenine Taber como Lexi Olinsky - David Aron Damane como Maurice Owens - Gabriel Ellis como Gustav Munoz - Ian Bohen como Sargento Edwin Stillwell - Sydney Tamiia Poitier como Detetive Mia Sumner - Arturo Del Puerto como Andres "Pulpo" Diaz - Matthew Sherbach como Lonnie Rodiger - Don Forston como Phil Rodiger - Billy Wirth como Charlie Pugliese | - Taylor Kinney como Tenente Kelly Severide (De Chicago Fire) - Monica Raymund como Paramédica Gabriela Dawson (De Chicago Fire) - Lauren German como Paramédica Leslie Shay (De Chicago Fire) - David Eigenberg como Bombeiro Christopher Herrmann (De Chicago Fire) - Charlie Barnett como Bombeiro Peter Mills (De Chicago Fire) - Yuri Sardarov como Bombeiro Brian "Otis" Zvonecek (De Chicago Fire) - Jesse Spencer como Tenente Matthew Casey (De Chicago Fire) - Eamonn Walker como Chefe de Batalhão Wallace Boden (De Chicago Fire) - Joe Minoso como Bombeiro Joe Cruz (De Chicago Fire) - Ice-T como Detetive Odafin "Fin" Tutuola (De Law & Order: Special Victims Unit) - Kelli Giddish como Detetive Amanda Rollins (De Law & Order: Special Victims Unit) |

## Episódios
| N.º na série | N.º na temp. | Título                    | Dirigido por       | Escrito por                                                                        | Exibição original       | Audiência (milhões) |
| --- | ------------ | ------------------------- | ------------------ | ---------------------------------------------------------------------------------- | ----------------------- | ------------------- |
| 1 | 1            | "Stepping Stone"          | Michael Slovis     | Matt Olmstead                                                                      | 8 de janeiro de 2014    | 8.59                |
| O sargento Hank Voight, da Unidade de Inteligência de elite do CPD 21º Distrito, e sua equipe de detetives investigam assassinatos brutais de um assassino ligado a um grupo de traficantes de drogas colombianos. O veterano detetive disfarçado Alvin Olinsky recruta o oficial Adam Ruzek da Academia de Polícia, tendo trabalhado com seu pai anos antes. Os detetives Antonio Dawson e Julie 'Jules' Willhite entram primeiro no endereço do suspeito, sem saber que "Pulpo" pode estar lá dentro. Tentar avisar Willhite e Dawson não adianta, e Willhite é baleada. Após a prisão do suspeito, o filho mais novo de Antonio, Diego, é sequestrado. |              |                           |                    |                                                                                    |                         |                     |
| 2 | 2            | "Wrong Side of the Bars"  | Joe Chappelle      | Michael Brandt & Derek Haas                                                        | 15 de janeiro de 2014   | 5.50                |
| Quando os sequestradores do filho de Antonio, Diego, exigem a libertação do traficante "Pulpo", a Unidade de Inteligência usa todos os seus recursos para encontrar o menino. O detetive Jay Halstead descobre o arquivo da colega detetive Erin Lindsay e seu passado, incluindo seu relacionamento com Voight. Antonio pensa em fazer um acordo com os sequestradores, mas desiste. A Unidade rastreia o sequestrador até um terminal de ônibus. Quando o sequestrador está preso a bordo, ele tenta usar Diego como alavanca para escapar, mas Ruzek dirige outro ônibus para o veículo, forçando o sequestrador a soltar o menino. Antonio mata o sequestrador enquanto Erin pega Diego. Mais tarde, eles assistem ao funeral da detetive Willhite. |              |                           |                    |                                                                                    |                         |                     |
| 3 | 3            | "Chin Check"              | Sanford Bookstaver | David Hoselton                                                                     | 22 de janeiro de 2014   | 6.24                |
| Durante uma emboscada, um traficante é morto e Ruzek atirou no atirador. A Unidade de Inteligência descobre balas perfurantes roubadas do Canadá na casa, sendo vendidas usando caixas de insulina para escondê-las e as rastreiam até vários homicídios. Olinsky vai disfarçado para um local e encontra uma pilha de armas importadas ilegalmente. Halstead confronta algumas pessoas indesejadas do passado. Erin consola Kelly Severide quando sua irmã está desaparecida após seu encontro com um criminoso. Ruzek é encorajado a ver o conselheiro após seu primeiro tiro em um criminoso. Ruzek mais tarde finalmente revela a sua namorada sobre o que ele realmente faz para viver agora que ele foi transferido da Academia de Polícia. Enquanto isso, Laura quer que Antonio faça com que ela conheça a informante Jasmine. Pensando que Laura está com ciúmes, Antonio arma para tranquilizar sua esposa, mas Laura só queria agradecer pessoalmente a Jasmine por sua contribuição por salvar Diego. Em outro lugar, Justin, filho de Voight, sai da prisão e Erin vai buscá-lo sozinha, apenas para Justin beijá-la. |              |                           |                    |                                                                                    |                         |                     |
| 4 | 4            | "Now Is Always Temporary" | Mark Tinker        | Denitria Harris-Lawrence                                                           | 29 de janeiro de 2014   | 6.89                |
| A Unidade de Inteligência lida com uma situação intensa de reféns quando um artista pega uma garota de programa sob a mira de uma arma antes de tirar a própria vida. A garota de programa conta a Erin sobre uma prostituta chamada Nadia Decotis que revela a localização de outro cadáver, em troca de um golpe. Erin recebe mais informações de Nadia e a ajuda a ficar sóbria. Erin depois para no meio da estrada e começa a quebrar, lançando mais luz sobre sua história. Enquanto isso, os policiais Kevin Atwater e Kim Burgess são designados para convencer um acumulador a limpar sua casa ou enfrentar acusações. Durante sua segunda tentativa, Atwater e Burgess descobrem uma criança sendo mantida em cativeiro. Olinsky descobre que sua filha, Lexi, estava segurando um punhado de baseados para o namorado. Halstead revela as razões pelas quais ele guarda rancor contra o pai e o filho que ele abordou antes: anos antes, o filho, Lonnie Rodiger, estuprou e assassinou o irmão mais novo da namorada do ensino médio de Halstead, mas foi absolvido no julgamento quando seu pai, Phil, perjurou o álibi de seu filho. Justin, filho de Voight, se envolve em briga de bar e os problemas entre pai e filho pioram. |              |                           |                    |                                                                                    |                         |                     |
| 5 | 5            | "Thirty Balloons"         | Karen Gaviola      | Craig Gore & Tim Walsh                                                             | 5 de fevereiro de 2014  | 6.00                |
| Os oficiais Atwater e Burgess recebem um novo carro de patrulha, com um aviso de Platt de que o carro deve estar nas mesmas condições em que está agora até o final de seu turno, pois o comandante do Distrito 21, Ron Perry, está procurando usar o veículo para um show car. No entanto, durante a viagem, uma mulher enlouquecida e ensanguentada vagando pelas ruas ataca Atwater com uma garrafa de vidro quebrada e, no processo, danifica o carro-patrulha. Quando a mulher enlouquecida e ensanguentada é levada para um hospital, descobre-se que ela sofreu um surto psicótico induzido por cocaína, graças a um dos trinta balões de cocaína escondidos em seu estômago estourando. A Unidade de Inteligência descobre uma operação de contrabando de drogas envolvendo esses balões e os três parceiros da mulher que também são mulas de drogas. Olinsky e Ruzek fazem uma emboscada e observam os traficantes pegarem as outras duas mulas. Antes de alertar a equipe, Ruzek vai contra as ordens de Olinsky e acaba salvando as mulas e prendendo os traficantes. Além disso, Lindsay tenta manter Justin longe de problemas quando Voight descobre sobre a ficha criminal de um dos supostos "amigos" de Justin. Voight e Lindsay decidem salvar Justin de qualquer jeito. |              |                           |                    |                                                                                    |                         |                     |
| 6 | 6            | "Conventions"             | Alik Sakharov      | Maisha Closson                                                                     | 26 de fevereiro de 2014 | 8.00                |
| Os detetives da Unidade de Vítimas Especiais Tutuola e Rollins vêm a Chicago para ajudar Voight e Antonio na investigação de um estuprador e assassino em série que corta as orelhas de suas vítimas, combinando o mesmo padrão visto em Nova York que os detetives da SVU investigaram no passado. Eles encontram uma vítima que sobreviveu a outro ataque. Burgess, em sua própria investigação sem notificar ninguém na unidade, revela que um homem foi a uma drogaria e foi identificado como Neil Vance. Enquanto isso, Erin pede a Halstead para se disfarçar como seu noivo extremamente bem-sucedido em sua formatura do ensino médio e revela seu passado para ele quando ela era uma criança acolhida de Voight, que a acolheu quando ela morava nas ruas. Justin, filho de Hank, chega à casa de Erin com sangue em suas mãos. Esse episódio conclui um crossover com Law & Order: Special Victims Unit que começou em "Comic Perversion". |              |                           |                    |                                                                                    |                         |                     |
| 7 | 7            | "The Price We Pay"        | Mark Tinker        | Michael Brandt & Derek Haas                                                        | 5 de março de 2014      | 6.05                |
| Justin, com sangue nas mãos, diz a Erin que ele estava em uma briga de bar, mas na verdade ele era um cúmplice relutante no assassinato de um homem com grandes conexões com a máfia. Voight descobre que o assassinato foi cometido por Joe Catalano, sobrinho de outro chefe da máfia. Antonio diz a Voight que o contato de Assuntos Internos de Voight, Gradishar, veio até ele, querendo que ele fizesse um acordo com ela para obter provas sobre Voight em troca de ele ser promovido a chefe de inteligência. Catalano é encontrado morto no rio Chicago à noite. Antonio diz a Gradishar que não a ajudará a construir um caso contra Voight. Gradishar não lembra que Antonio era parceiro de um oficial que havia cobrado por engano o pagamento de horas extras. Ela assumiu uma linha dura contra o parceiro de Antonio, o que o levou a perder o emprego e a pensão; este parceiro mais tarde se matou. Voight, Erin e Jin conspiram para manter o nome de Justin fora dos registros oficiais da polícia sobre o caso, e então Voight o deixa em um escritório de recrutamento do Exército. Além disso, Platt tira fotos para crachás de identificação atualizados, e ela deliberadamente tira fotos ruins de Burgess e Atwater. Ruzek, aparentemente desenvolvendo um vínculo com Burgess, ajuda os dois policiais a chantagear Platt para tirar novas fotos. |              |                           |                    |                                                                                    |                         |                     |
| 8 | 8            | "Different Mistakes"      | Fred Berner        | Bryan Garcia                                                                       | 12 de março de 2014     | 5.84                |
| Voight e a Unidade de Inteligência investigam um massacre em uma casa de jogo ilegal da Tríade em Chinatown por atiradores profissionais. Olinsky faz Ruzek trabalhar na patrulha com Burgess, enquanto Atwater vai trabalhar com a Inteligência. Enquanto investigam, um infiltrado aponta uma arma para Halstead e diz para ele sair. Verifica-se que o policial é Jimmy Shi, ex-parceiro de Voight da Unidade de Gangues, que agora comanda um Vice Squad em Chinatown. A Unidade de Inteligência suspeita que Shi e sua tripulação cometeram os crimes. Eles o seguem, mas descobrem que Shi está disfarçado há 11 anos e que alguém está tentando incriminá-lo. Enquanto isso, Halstead faz Jin investigar Lonnie Rodiger e mais tarde suspeita que Lonnie está planejando outro crime doentio. Ruzek e Burgess assistem a um assalto e Ruzek é quase esfaqueado. Voight lida com um novo contato de IA que desconfia seriamente dele e a detetive Sumner se junta à Inteligência. Erin também tenta ajudar a viciada em drogas Nadia a ficar limpa, mas ela recai. Voight se encontra com Maurice, que entrega dinheiro a Voight e diz a ele que ele precisa de um carregamento de drogas protegido. Assim que Voight pega o dinheiro, vários carros de polícia convergem para eles; Voight é algemado e colocado na traseira de um carro da polícia. |              |                           |                    |                                                                                    |                         |                     |
| 9 | 9            | "A Material Witness"      | Sanford Bookstaver | Michael Batistick                                                                  | 20 de março de 2014     | 5.74                |
| Um tiroteio de gangue é testemunhado pela filha de Olinsky, Lexi. Preocupado que ela se tornará um alvo provável se testemunhar, Voight pega o caso da Unidade de Gangues e procura um provável suspeito responsável pelo tiroteio; um membro de gangue chamado Calaca envolvido com uma gangue conhecida como Latin Priests. Mas, quando quatro membros dos Latin Priests são encontrados executados, isso desencadeia uma guerra de gangues com uma gangue rival. Ruzek decide pedir a ajuda da oficial Burgess, sem obter a autorização de Voight, fazendo-a se disfarçar de turista no Millennium Park após vários telefones celulares serem roubados e depois entregues aos Latin Priests. Quando o telefone de Burgess e Ruzek é roubado, no entanto, leva a equipe de volta ao mesmo local; a casa de uma mulher idosa que acolheu a criança que havia roubado o telefone de Burgess mais cedo. A senhora dá à Unidade de Inteligência o paradeiro de Calaca. Lexi toma a decisão de identificá-lo em uma escalação. Mais tarde, Voight responde a uma ligação de seu atual contato de Assuntos Internos, Stillwell, de que o corpo de Lonnie Rodiger foi encontrado. Stillwell avisa a Voight que a obsessão de Halstead com o homem o colocará na linha de fogo. |              |                           |                    |                                                                                    |                         |                     |
| 10 | 10           | "At Least It's Justice"   | Michael Slovis     | Craig Gore & Tim Walsh                                                             | 2 de abril de 2014      | 5.75                |
| Depois de saber que Halstead estava seguindo Rodieger na noite anterior, Voight e o Comandante Perry o suspendem, retirando seu distintivo e arma de fogo. Antonio, recusando-se a acreditar que Halstead cometeu o crime, secretamente passa os arquivos do caso sobre o assassinato para ele. Enquanto isso, a Unidade de Inteligência investiga o assassinato de um médico que ajudou a prender muitos criminosos. O bombeiro Kelly Severide identifica o motorista do carro, mas o homem mais tarde é encontrado morto pela equipe em um tanque de ácido clorídrico. Com um homem caído, Voight relutantemente permite que a detetive Mia Sumner se prove. Durante uma operação policial para pegar um líder de gangue responsável por esses assassinatos, um carro da polícia local estraga toda a operação. Isso leva a um tiroteio em um show de armas nas proximidades, que termina com um policial sendo morto e o suspeito fugindo. O informante de Sumner diz a ela que o suspeito tem um laboratório de metanfetamina em um pátio de caminhões. Enquanto isso, com Olinsky ajudando-o a analisar o cronograma dos eventos, Halstead descobre que o assassino de Lonnie era na verdade seu próprio pai, Phil, que percebeu que seu filho era um pedófilo. Halstead depois visita o túmulo de uma das vítimas de Lonnie para prestar seus respeitos. Finalmente, Severide vai ao apartamento de Erin para devolver uma granada de mão ornamental que ele havia tirado dela. Eles se beijam, antes que Severide diga a ela que a verá por aí. |              |                           |                    |                                                                                    |                         |                     |
| 11 | 11           | "Turn the Light Off"      | Nick Gomez         | David Hoselton                                                                     | 9 de abril de 2014      | 6.49                |
| Um assalto a banco em grande escala termina com US$ 8 milhões de dólares roubados e várias mortes. Lukas Perko, uma testemunha, reconhece que um dos ladrões faz parte de uma gangue croata. A Unidade de Inteligência conclui que uma gangue rival está limpando as pontas soltas na cidade. Quando o carro de Perko é incendiado em plena luz do dia, Voight e Dawson visitam o irmão condenado do homem que afirma ter planejado todo o roubo. Obtendo uma pista sobre o envolvimento de um membro dos Latin Kings, a equipe planeja uma operação secreta. Burgess se oferece para trabalhar disfarçada como uma prostituta sofisticada. Nadia, a garota que Erin está tentando ajudar a ficar limpa, é convocada para trabalhar ao lado dela. Nadia estava limpa há um mês, mas tem que cheirar cocaína para salvar a si mesma e o disfarce de Burgess. Burgess é pega por um dos homens. Voight e Olinsky recorrem à violência própria para obter a localização dos US$ 8 milhões. Mas mesmo depois que o dinheiro é encontrado e o membro da gangue está atrás das grades, o comandante Perry ainda não está feliz em perder Gustav Muñoz, especialmente depois de suas promessas de dar a ele o infame criminoso Pulpo. |              |                           |                    |                                                                                    |                         |                     |
| 12 | 12           | "8:30 PM"                 | Mark Tinker        | História por : Dick Wolf & Matt Olmstead Roteiro por : Michael Brandt & Derek Haas | 30 de abril de 2014     | 7.28                |
| Voight e a Unidade de Inteligência investigam o atentado ao Chicago Medical Hospital. Burgess ainda aguarda ansiosamente o destino de sua sobrinha Zoe, que precisa urgentemente de um novo fígado. Ela e Atwater cuidam da paramédica desmaiada Leslie Shay com a Dra. Holly Thelan encarregada de seus cuidados. Holly descobre que sua meia-irmã Imogene não tem atividade cerebral. Jin identifica o dono das bombas como Paul Watts, que é encontrado assassinado. Depois de passar por associados conhecidos, Olinsky reconhece um deles ao entrevistá-lo anteriormente. O homem mantém Erin refém, mas ela é salva pelos bombeiros Peter Mills e Joe Cruz. Voight e Olinsky descobrem que o cérebro por trás do atentado é Ted Powell, um conhecido jogador do movimento antigovernamental que busca vingança contra a polícia de Chicago e os bombeiros de Chicago pela morte de sua mãe e a prisão de seu pai racista. Eles descobrem que Powell plantou uma bomba escondida em uma van perto da sede da polícia. A Unidade de Inteligência rastreia Powell e Voight ameaça jogá-lo do telhado, apenas para ceder quando a bomba é desarmada. Dr. Arrata opera Zoe usando o fígado de Imogene (ambas compartilham o mesmo tipo sanguíneo) e a operação é um sucesso. Esse episódio conclui um crossover com Chicago Fire que começa em "A Dark Day". |              |                           |                    |                                                                                    |                         |                     |
| 13 | 13           | "My Way"                  | Karen Gaviola      | Matt Olmstead & Michael Batistick                                                  | 7 de maio de 2014       | 5.39                |
| Enquanto Gustav Muñoz continua sua série de assassinatos, o Comandante Perry está descontente com a falta de cooperação entre Voight e o Tenente de Crimes Violentos Bruce Belden. Ele ordena que eles tragam Pulpo para ajudar a capturar Muñoz, para grande desgosto da Unidade de Inteligência. Como eles relutantemente atendem às exigências de Pulpo, Antonio se disfarça de amigo para se encontrar com Muñoz, mas o local acaba sendo um ardil e Muñoz mata mais dois mafiosos ucranianos. A Unidade de Inteligência percebe que Pulpo os usou novamente e descobre que Pulpo tem uma família secreta, uma esposa e um filho pequeno. Voight aproveita esta oportunidade para ameaçar Pulpo com a prisão de sua esposa e colocar seu filho em um orfanato. Pulpo cede e diz que Muñoz terá como alvo uma figura de alto nível em um festival em Uptown Chicago, em troca de ele se despedir de sua esposa e filho antes de ser enviado para a prisão. Enquanto isso, a noiva de Ruzek, Wendy, cancela o noivado, alegando que seu trabalho na Inteligência o mudou. Erin recebe uma visita indesejada de um ex-amigo, Charlie Pugliese, e Voight diz a ela para não deixar Charlie de volta em sua vida. Jin é revelado como o informante relutante que trabalha para Stillwell. Antonio e Belden trazem a esposa e o filho de Pulpo para se despedir, apenas para a esposa ajudar Pulpo, que atira em Antonio, Belden e outros dois oficiais, e fugir. |              |                           |                    |                                                                                    |                         |                     |
| 14 | 14           | "The Docks"               | Nick Gomez         | Craig Gore & Tim Walsh                                                             | 14 de maio de 2014      | 6.06                |
| Após o tiroteio que matou o tenente Bruce Belden e dois outros policiais, Antonio está em estado crítico no hospital. A caça ao Pulpo é a prioridade da Unidade de Inteligência, agora mais do que nunca. Voight, jurando vingança contra Pulpo por matar Willhite e atirar em Antonio, diz a sua equipe para entregar o traficante para ele e Olinsky, o que faz Halstead se sentir desconfortável. A Unidade de Inteligência decide usar o advogado de Pulpo, que revela que Pulpo precisa de alguém que possa fazer identidades falsas e as encaminha para um antigo cliente do homem, que fez identidades falsas para o traficante e sua família muitas vezes antes. Quando a identidade falsa da esposa de Pulpo entra em seu radar em um posto de gasolina, a Unidade de Inteligência encontra ela e seu filho, mas nenhum sinal de Pulpo e percebe que Pulpo os usou como uma diversão para despistá-los. A Unidade de Inteligência descobre que Pulpo tem alguns contatos russos que estavam dispostos a ajudar. O bombeiro Brian "Otis" Zvonecek traduz o idioma russo no computador de Pulpo e descobre que os russos concordaram em contrabandeá-lo para fora do país dentro de um contêiner. Pulpo é capturado e Voight e Olinsky vão para as docas para matá-lo. Halstead, sabendo o que Voight e Olinsky pretendem fazer, diz a Antonio em recuperação que Voight tem Pulpo. Antonio diz que eles podem estar nas docas. Durante o intenso confronto nas docas, Halstead convence os dois de que Pulpo terá seu dia no tribunal. Jin relutantemente coopera com Stillwell e usa Sumner como bode expiatório, o que faz com que Voight a demita e a substitua por Atwater. Stillwell é revelado como tendo controle sobre Jin, depois de ameaçar ele e seu pai de serem deportados, usando grandes dívidas de jogo do pai de Jin como uma forma de acelerar esse processo. Erin é forçada a enfrentar seu ex-'amigo' Charlie e tenta descobrir o que ele está planejando fazer, tendo aparecido em Chicago depois de todos esses anos. |              |                           |                    |                                                                                    |                         |                     |
| 15 | 15           | "A Beautiful Friendship"  | Mark Tinker        | História por : Michael Batistick Roteiro por : Michael Brandt & Derek Haas         | 21 de maio de 2014      | 6.27                |
| Erin está em uma encruzilhada com Charlie Pugliese, que tem vantagem contra ela e sua melhor amiga, Annie. Antonio volta ao trabalho mais cedo do que o esperado e discute com sua esposa Laura em seu celular. A Unidade de Inteligência investiga o roubo de alguns explosivos de gel de água, além de encontrar um segurança morto em um canteiro de obras de Chicago. Depois de encontrar uma dica do CI, Halstead e Ruzek descobrem que Pugliese está conectado a ele. Eles ajudam o novo membro da Unidade de Inteligência Atwater em outra operação policial que revela o homem por trás do roubo no canteiro de obras e o nome Kevin "Red" Radner. O envolvimento de Charlie parece ser mais profundo do que eles pensavam. Depois que Halstead a encoraja a confessar sobre Charlie, Erin revela a Voight sobre o que aconteceu. Uma vez que o esquadrão prende Charlie e os outros e encontra os explosivos, Charlie tenta denunciar um assassinato que envolve tanto Erin quanto sua amiga de infância Annie. Mas Erin ameaça Charlie mentir sobre o assassinato para proteger Annie e apela para ele, oferecendo-lhe um futuro com seu filho, o filho de Annie, Travis. Charlie se retrata e revela que Red foi quem matou o guarda e que seu esconderijo está em outro armazém. Nadia se lembra de seus dias como prostituta neste armazém, tendo vindo para a Unidade de Inteligência e Erin após ela estar limpa por um mês inteiro. Voight descobre que Jin foi quem informou Stillwell e o confronta sobre isso. Depois que Jin revela que Stillwell o ameaçou junto com seu pai, ele o deixa ir, mas fica claro que ele ainda guarda um rancor perigoso. Antonio chega em casa e descobre que Laura o deixou, levando seus filhos com ela. Burgess trabalha com um parceiro desinteressado, depois da promoção de Atwater e solicita um parceiro melhor de uma só vez. Ruzek vem ao apartamento de Burgess para apoiá-la, depois de perder a chance de conseguir entrar na Unidade de Inteligência. A razão pela qual ela não conseguiu foi em grande parte por causa de seu envolvimento com Ruzek, algo que Voight não estava interessado em ter em sua Unidade. As coisas aumentam quando Ruzek e Burgess se beijam e começam a se despir. No dia seguinte, Voight chega para encontrar seu contato de Assuntos Internos, Stillwell. Ele está de pé ao lado do cadáver de Sheldon Jin. |              |                           |                    |                                                                                    |                         |                     |

## Produção

### Desenvolvimento
Em 27 de março de 2013, foi relatado que a NBC estava considerando planos para um spin-off de Chicago Fire. Deadline revelou que o spin-off proposto envolveria o Departamento de Polícia de Chicago, e seria criado e produzido por Dick Wolf, Derek Haas, Michael Brandt e Matt Olmstead. Em 10 de maio de 2013, a NBC deu ordem de produção ao spin-off proposto, agora intitulado Chicago P.D., para a programação de televisão da rede dos Estados Unidos de 2013-14.
Em 31 de janeiro de 2014, a NBC encomendou dois episódios adicionais de Chicago P.D., elevando o número total de episódios da primeira temporada para quinze.

### Crossover

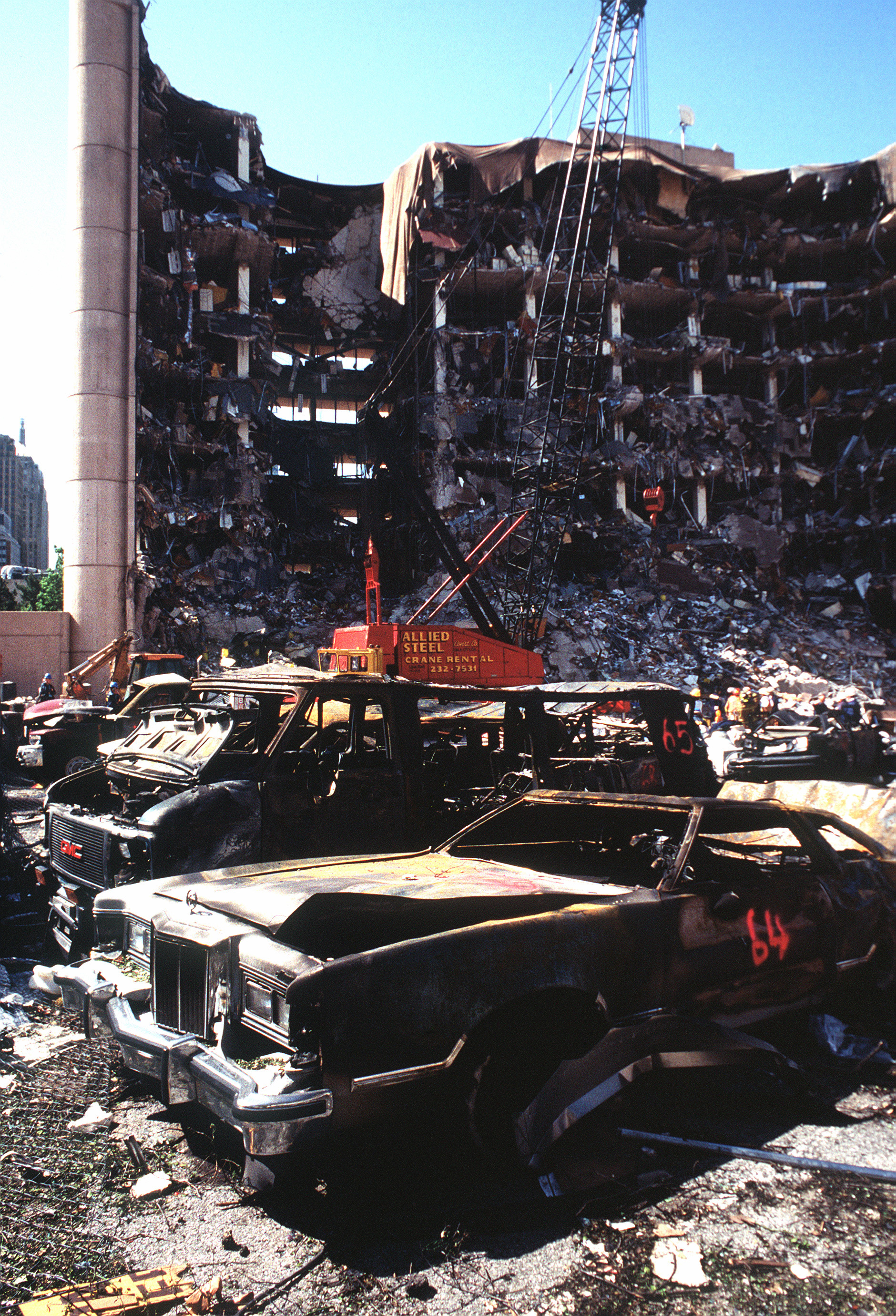
O escritor Dick Wolf declarou o Atentado de Oklahoma City de 1995 no Alfred P. Murrah Federal Building como inspiração para a história.

Um crossover entre os dois shows de Chicago foi ao ar em 29 e 30 de abril de 2014, retratando uma explosão que une os departamentos de bombeiros e polícia.
O produtor executivo, Dick Wolf que co-escreveu a história para ambas as partes, afirmou que sua inspiração para o crossover veio do Atentado de Oklahoma City e Atentado à Maratona de Boston de 2013. O episódio de Fire foi filmado no final de fevereiro de 2014, enquanto o episódio de P.D. foi filmado no início de março de 2014; as filmagens ocorreram em torno de Chicago, Illinois, incluindo na antiga torre Sears em Homan Square e no Cinespace Film Studios Chicago. Wolf declarou "Como nosso país passou por tragédias como essa, são os socorristas que sempre dão o tom e sempre começam a nos unir novamente, e eu quero realmente examinar isso agora que temos esses dois shows com os bombeiros e a polícia."

### Casting
Tania Raymonde foi escalada para a série planejada como uma oficial chamada Nicole. Kelly Blatz, o ator principal de Aaron Stone do Disney XD, também foi escalado como um jovem, mas experiente oficial Elam. Scott Eastwood foi definido para retratar o oficial Jim Barnes. Eastwood também co-estrelou com Tania Raymonde em Texas Chainsaw 3D. Melissa Sagemiller retrataria o detetive Willhite, um membro da Unidade de Inteligência do Departamento de Polícia de Chicago. LaRoyce Hawkins, no papel do oficial Kevin Atwater, foi o único ator da área de Chicago originalmente escalado em maio. Esses personagens seriam introduzidos nos penúltimos episódios da primeira temporada de Chicago Fire.
A personagem de Sagemiller foi descartada após sua participação inicial em Chicago Fire no primeiro episódio de Chicago PD. Jesse Lee Soffer, que já teve um papel recorrente em Chicago Fire como o policial disfarçado Jay Halstead, foi adicionado ao elenco principal em seu lugar. Jason Beghe foi escalado como Sargento da Unidade de Inteligência Hank Voight e Jon Seda faria o papel do Detetive da Unidade de Inteligência Antonio Dawson. Patrick Flueger e a estrela de One Tree Hill, Sophia Bush, se juntaram ao elenco como o oficial Adam Ruzek e a detetive Erin Lindsay, respectivamente. Marina Squerciati se juntou ao elenco no papel de oficial Kim Burgess. Elias Koteas tornou-se um membro do elenco principal e interpretaria o detetive da unidade de inteligência Alvin Olinsky. Archie Kao foi anunciado mais tarde para interpretar Sheldon Jin, um especialista em tecnologia que trabalha com a Unidade de Inteligência. Stella Maeve foi escalada para o papel recorrente de interpretar Nadia, uma bela acompanhante de 18 anos que é viciada em heroína e passa por uma retirada muito difícil. Tanto Eastwood quanto Raymonde, assim como Sagemiller, deixaram a série e não fariam mais parte do elenco principal do programa. Sydney Tamiia Poitier foi a estrela convidada em cinco episódios como um detetive, que poderia aparecer também na série original, Chicago Fire.

## Recepção

### Resposta da crítica
O crossover com Chicago P.D. recebeu críticas mistas a positivas. Ao revisar "A Dark Day", Lisa Casas, da Screen Spy, disse que a explosão é o tipo de coisa vista em filmes, não na televisão de tela pequena, mas depois afirmou que "'A Dark Day' deveria fazer as coisas rolarem, mas em vez disso decepciona. Todo o potencial daquela explosão inicial ficou preto, se deteriorando em um monte de histórias confusas, muitas para nos importarmos com todas elas." Casas também revisou a segunda parte e chamou o episódio de o melhor da temporada até agora, observando que o episódio de P.D. foi muito melhor do que o episódio Fire dizendo que Fire tinha muitas histórias e um elenco muito grande, enquanto P.D. se concentrava em duas histórias centrais com um elenco menor. Matt Carter do CarterMatt revisou ambas as partes do crossover afirmando que o episódio de Fire era algo normalmente visto em um final de temporada e que era terrível e triunfante ao mesmo tempo. Carter então afirmou que o episódio de P.D. consertou um desastre que não parecia poder ser consertado.

### Audiência
| №  | Título                    | Exibição original       | Rating/share (18–49) | Audiência (em milhões) | DVR (18–49) | Audiência em DVR (milhões) | Total (18–49) | Audiência total (em milhões) | Ref(s) |
| -- | ------------------------- | ----------------------- | -------------------- | ---------------------- | ----------- | -------------------------- | ------------- | ---------------------------- | ------ |
| 1  | "Stepping Stone"          | 8 de janeiro de 2014    | 2.0/6                | 8.59                   | 0.9         | 2.87                       | 2.9           | 11.46                        | [ 46 ] |
| 2  | "Wrong Side of the Bars"  | 15 de janeiro de 2014   | 1.5/4                | 5.50                   | 0.9         | 2.89                       | 2.4           | 8.39                         | [ 47 ] |
| 3  | "Chin Check"              | 22 de janeiro de 2014   | 1.6/5                | 6.24                   | 1.1         | 3.02                       | 2.7           | 9.25                         | [ 48 ] |
| 4  | "Now Is Always Temporary" | 29 de janeiro de 2014   | 1.7/5                | 6.89                   | 1.1         | 3.11                       | 2.8           | 9.99                         | [ 49 ] |
| 5  | "Thirty Balloons"         | 5 de fevereiro de 2014  | 1.7/5                | 6.00                   | 1.0         | 2.82                       | 2.7           | 8.85                         | [ 50 ] |
| 6  | "Conventions"             | 26 de fevereiro de 2014 | 2.2/5                | 8.00                   | 1.2         | 3.63                       | 3.4           | 11.63                        | [ 51 ] |
| 7  | "The Price We Pay"        | 5 de março de 2014      | 1.5/5                | 6.05                   | 1.1         | 3.24                       | 2.6           | 9.29                         | [ 52 ] |
| 8  | "Different Mistakes"      | 12 de março de 2014     | 1.6/5                | 5.84                   | 0.9         | 2.62                       | 2.5           | 8.45                         | [ 53 ] |
| 9  | "A Material Witness"      | 19 de março de 2014     | 1.4/4                | 5.74                   | 0.9         | 2.82                       | 2.3           | 8.56                         | [ 54 ] |
| 10 | "At Least It's Justice"   | 2 de abril de 2014      | 1.6/5                | 5.75                   | 1.0         | 2.89                       | 2.6           | 8.63                         | [ 55 ] |
| 11 | "Turn Off the Light"      | 9 de abril de 2014      | 1.6/5                | 6.49                   | 1.0         | 2.70                       | 2.6           | 9.18                         | [ 56 ] |
| 12 | "8:30 PM"                 | 30 de abril de 2014     | 1.9/6                | 7.28                   | 1.2         | 3.63                       | 3.1           | 10.91                        | [ 57 ] |
| 13 | "My Way"                  | 7 de maio de 2014       | 1.4/4                | 5.39                   | 0.9         | 2.84                       | 2.3           | 8.23                         | [ 58 ] |
| 14 | "My Docks"                | 14 de maio de 2014      | 1.5/5                | 6.06                   | 0.9         | 2.89                       | 2.4           | 8.85                         | [ 59 ] |
| 15 | "A Beautiful Friendship"  | 21 de maio de 2014      | 1.6/5                | 6.27                   | 1.0         | 3.05                       | 2.6           | 9.32                         | [ 60 ] |

Nota
1. ↑  Há divergências quanto a audiência ao vivo. A audiência em DVR leva em conta a audiência de 5.96 de espectadores e 1.5 de rating.

## Lançamento em DVD
| Chicago P.D. – Season One                                                                   |                                                                                             |                                                                                             |                                                                      |                                                                      |                                                                      |
| Detalhes do DVD                                                                             | Detalhes do DVD                                                                             | Detalhes do DVD                                                                             | Características Especiais                                            | Características Especiais                                            | Características Especiais                                            |
| - 15 episódios - 4 discos - Áudio em Inglês (Dolby Digital 5.1 Surround) - Legendas: Inglês | - 15 episódios - 4 discos - Áudio em Inglês (Dolby Digital 5.1 Surround) - Legendas: Inglês | - 15 episódios - 4 discos - Áudio em Inglês (Dolby Digital 5.1 Surround) - Legendas: Inglês | - Episódios de Chicago Fire - "A Dark Day" - "Professional Courtesy" | - Episódios de Chicago Fire - "A Dark Day" - "Professional Courtesy" | - Episódios de Chicago Fire - "A Dark Day" - "Professional Courtesy" |
| Datas de lançamento                                                                         |                                                                                             |                                                                                             |                                                                      |                                                                      |                                                                      |
| Região 1                                                                                    | Região 1                                                                                    | Região 2                                                                                    | Região 2                                                             | Região 4                                                             | Região 4                                                             |
| 2 de setembro de 2014                                                                       | 2 de setembro de 2014                                                                       | 27 de abril de 2014                                                                         | 27 de abril de 2014                                                  | 2 de abril de 2014                                                   | 2 de abril de 2014                                                   |